# La Dame (roman)
Pour les articles homonymes, voir La Dame.
La Dame (titre original : The Lady of Caladan) est un roman publié en 2021 et rédigé par Brian Herbert et Kevin J. Anderson qui s’intègre dans l’univers de Dune de Frank Herbert. Il s'agit du deuxième tome d'une série appelée Chroniques de Caladan.